# Diocesi di Ilistra
La diocesi di Ilistra (in latino Dioecesis Ilistrensis) è una sede soppressa del patriarcato di Costantinopoli e una sede titolare della Chiesa cattolica.

## Storia
Ilistra, identificabile con Yollarbaşı (già Ilisra) nel distretto di Karaman in Turchia, è un'antica sede episcopale della provincia romana della Licaonia nella diocesi civile di Asia. Faceva parte del patriarcato di Costantinopoli ed era suffraganea dell'arcidiocesi di Iconio.
La diocesi è documentata nelle Notitiae Episcopatuum del patriarcato di Costantinopoli fino al XII secolo.
Di questa antica sede episcopale sono noti tre vescovi: Tiberio, che prese parte al concilio di Nicea del 325 ed attribuito da Le Quien alla sede di Listra; Martirio, presente al concilio di Efeso nel 431; e Onesimo, che non partecipò al concilio di Calcedonia nel 451, ma che fu rappresentato dal suo metropolita Onesiforo di Iconio nella solenne sessione del 25 ottobre, in presenza dell'imperatore Marciano.
Dal XX secolo Ilistra è annoverata tra le sedi vescovili titolari della Chiesa cattolica; finora il titolo non è ancora stato assegnato.

## Cronotassi dei vescovi greci
- Tiberio † (menzionato nel 325)
- Martirio † (menzionato nel 431)
- Onesimo † (menzionato nel 451)